# Jericho
Jericho (hebrejsky:  יְרִיחוֹ, arabsky: أريحا, kanaánsky: Yareah, řecky: Ἱεριχώ) je malé blízkovýchodní město, nacházející se ve Státu Palestina na západním břehu řeky Jordán severovýchodně od Jeruzaléma. Jeho název je pravděpodobně odvozen z hebrejského výrazu pro měsíc, jelikož město bylo starým centrem uctívání lunárních božstev.
Jericho je považováno za jedno z nejstarších měst na světě s kontinuálním osídlením. Archeologické výzkumy zde odkryly přes 20 po sobě navazujících osad, z nichž nejstarší je datována do období kolem roku 9000 př. n. l. Výzkumné práce byly zahájeny Charlesem Warrenem již v roce 1868. Nejrozsáhlejší výzkumy za použití moderních postupů proběhly mezi lety 1952 a 1958 pod vedením Kathleen Kenyonové, která vyvinula metodu kopání tellu pomocí trojrozměrné techniky.
V roce 2023 bylo na seznam světového dědictví UNESCO zapsáno území archeologické lokality Tel es-Sultan o ploše 5,6 ha. 

## Historie

### Nejstarší osídlení
Nejstarší osada se nacházela na dnešní lokalitě Tel es-Sultan (česky Sultánův kopec), několik kilometrů od současného města. Slovo tell v arabštině znamená mohylu. V archeologické terminologii představuje uměle vytvořené návrší, které vzniklo postupným vrstvením osídlení nad sebou. Taková návrší jsou typická pro Blízký východ a Anatolii.
První osídlení kolem roku 9000 př. n. l. je nazýváno Natufskou kulturou podle vádí Natuf. Během něj se objevují první kamenné stavby. Toto období je nazýváno epipaleolit (pozdní paleolit).
V prekeramickém neolitu A, přibližně mezi lety 8350 př. n. l. až 7370 př. n. l., zde byla vybudována osada o rozloze 40 000 m2, ohrazená kamennou zdí s několika věžemi. Jedná se pravděpodobně o nejstarší městskou hradbu na světě. Uvnitř města byly budovány obytné domy se stěnami z mazanic. Místní obyvatelé, jichž bylo mezi 170 a 1 000, pěstovali pšenici, ječmen a luštěniny. Lovili divokou zvěř.
V prekeramickém neolitu B, přibližně mezi lety 7220 př. n. l. až 5850 př. n. l., se objevují první pravoúhlé domy. Většinou se jednalo o několik místností uspořádaných kolem dvora. Žádný dům ale nebyl objeven v celku. Současně se v této fázi objevuje takzvaný kult lebek, uchovávání lebek, které byly odděleny od těla zemřelých. Mrtví bývali pohřbíváni pod podlahy domů. Pravděpodobně došlo také k domestikaci ovce.

### Doba bronzová

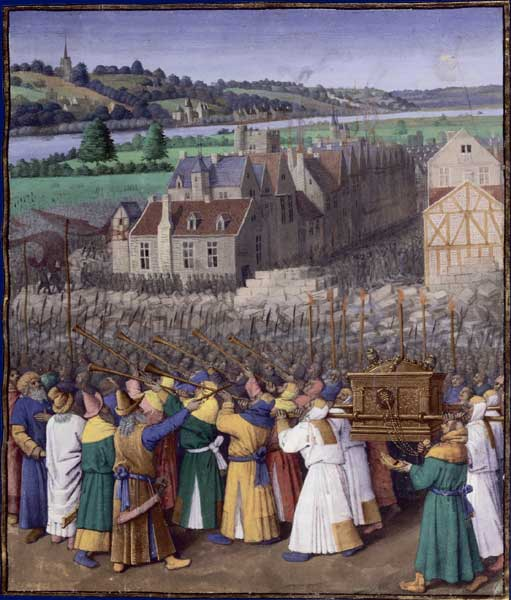
Jean Fouquet, Dobytí Jericha, 1470–1475

V době bronzové se Jericho stalo jedním z nejvýznamnějších měst v oblasti Syropalestiny. Největšího rozkvětu dosáhlo mezi lety 1700 př. n. l. až 1550 př. n. l.. Kolem roku 1550 př. n. l. došlo k jeho zničení buď zemětřesením nebo jeho dobytím. Této fázi vývoje odpovídá archeologická vrstva spáleniště nazvaná Destrukce města IV.
Vedle archeologických pramenů o zničení města existují i prameny biblické. Kniha Jozue popisuje dobytí Jericha zázrakem. Jozue dostal od Boha pokyny k jeho dobytí. Měl s vojskem po šest dní pochodovat jednou denně okolo města s průvodem kněží, kteří troubili na beraní rohy a nesli „archu úmluvy“. Sedmý den měli obejít město sedmkrát a nakonec měli všichni válečníci zakřičet válečný pokřik. Při tomto pokřiku se zdi Jericha zhroutily, válečníci vtrhnuli do nechráněného města a zničili ho. Historicky by však v době příchodu Hebrejů bylo město dávno zbouráno. Biblickou legendu lze vysvětlit tak, že když dorazili k obávanému městu a našli jen trosky, vyložili si to jako Boží požehnání při osidlování Země zaslíbené.

### Novodobá historie
Současné město se až do roku 1967 nacházelo na území Jordánska. Během šestidenní války bylo společně s celým Západním břehem Jordánu dobyto izraelskou armádou. V roce 1994 se stalo jedním z prvních měst, která byla předána palestinské správě na základě mírové smlouvy z Osla. Roku 2001 došlo k jeho opětovnému obsazení Izraelci během tzv. druhé intifády.

## Partnerská města
- Pisa, Itálie
- Lyon, Francie
- Calipatria, Kalifornie, Spojené státy americké